# جوزيه روبرتو ألفيس
جوزيه روبرتو ألفيس (20 ديسمبر 1954 في الأرجنتين - ) هو لاعب كرة قدم برازيلي في مركز الوسط.

## وصلات خارجية
- جوزيه روبرتو ألفيس على موقع دوري كوريا الجنوبية (الإنجليزية)